# Myzostoma mertoni
Myzostoma mertoni is een ringworm uit de familie Myzostomatidae.
Myzostoma mertoni werd in 1918 voor het eerst wetenschappelijk beschreven door Remscheid.